# Conor Dunne
Conor Dunne (St Albans, 22 gennaio 1992) è un ex ciclista su strada irlandese, attivo tra gli Elite dal 2014 al 2019.
A fine carriera ha iniziato a lavorare come conduttore di Global Cycling Network.

## Biografia
È il fratello della tennista Katy Dunne.

## Palmarès
- 2010 (Juniores)

Campionati britannici, Cronometro Juniores
- 2012 (VL Technics–Abutriek, una vittoria)

Campionati irlandesi, Cronometro Under-23
- 2013 (VL Technics–Abutriek, una vittoria)

1ª tappa An Post Rás (Dunboyne > Longford)
- 2016 (JLT-Condor, una vittoria)

East Midlands International Cicle Classic
- 2018 (Aqua Blue Sport, una vittoria)

Campionati irlandesi, Prova in linea

## Piazzamenti

### Grandi Giri
- Giro d'Italia

2019: 135º
- Vuelta a España

2017: 157º

### Classiche monumento
- Milano-Sanremo

2019: 134º
- Liegi-Bastogne-Liegi

2017: ritirato

### Competizioni mondiali
- Campionati del mondo su strada

Valkenburg 2012 - Cronometro Under-23: 48º
Ponferrada 2014 - In linea Under-23: 72º
Richmond 2015 - In linea Elite: ritirato
Bergen 2017 - In linea Elite: ritirato
Innsbruck 2018 - In linea Elite: ritirato
Yorkshire 2019 - In linea Elite: ritirato

### Competizioni europee
- Campionati europei

Offida 2011 - Cronometro Under-23: 50º
Offida 2011 - In linea Under-23: ritirato
Goes 2012 - In linea Under-23: 86º
Olomouc 2013 - Cronometro Under-23: 37º
Olomouc 2013 - In linea Under-23: 60º
Nyon 2014 - Cronometro Under-23: 22º
Nyon 2014 - In linea Under-23: 90º
Plumelec 2016 - In linea Elite: 93º
Glasgow 2018 - In linea Elite: ritirato
- Giochi europei

Baku 2015 - In linea Elite: 45º